# Xylopteryx lucidiscata
Xylopteryx lucidiscata là một loài bướm đêm trong họ Geometridae.